# Hemianopsie
Als Hemianopsie oder Hemianopie (von griech. hemi „halb“, a „nicht“ und ops „sehen“ – Synonym: Halbseitenblindheit) wird ein, häufig durch die senkrechte Mittellinie begrenzter, halbseitiger Gesichtsfeldausfall genannt, der meist beidseitig, selten jedoch auch nur einseitig auftritt.
Man unterscheidet bei beidseitigen Ausfällen
- homonyme Hemianopsie (rechts oder links): Auf beiden Augen ist die gleiche Seite von dem Ausfall betroffen (Patienten erkennen beispielsweise nur den linken oder rechten Bereich eines Bildausschnitts).

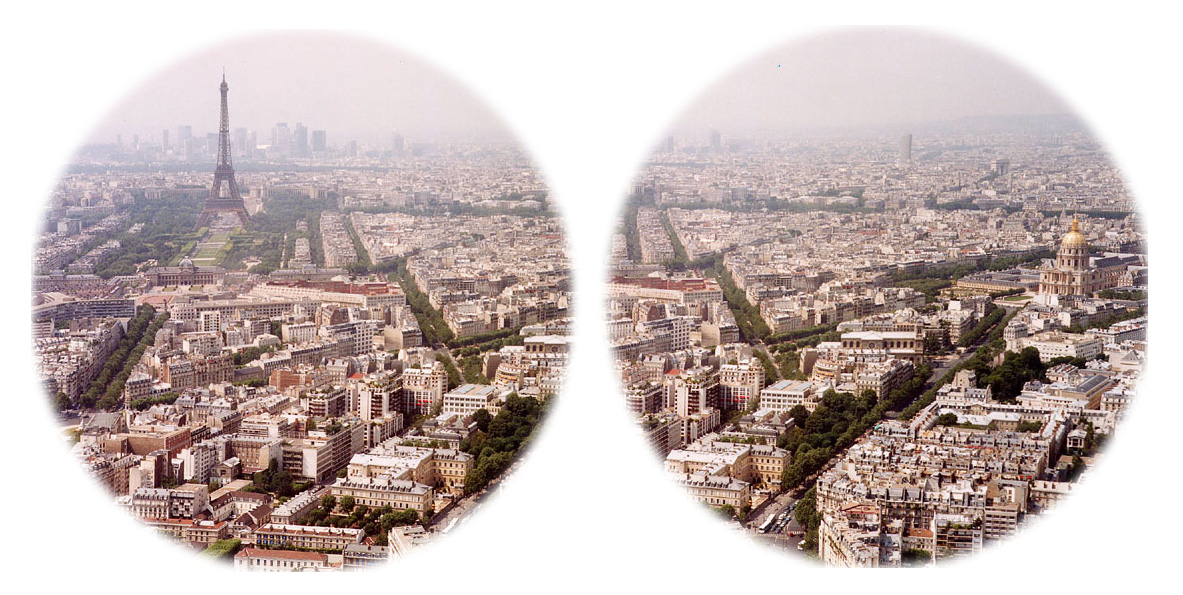
Normales Gesichtsfeld

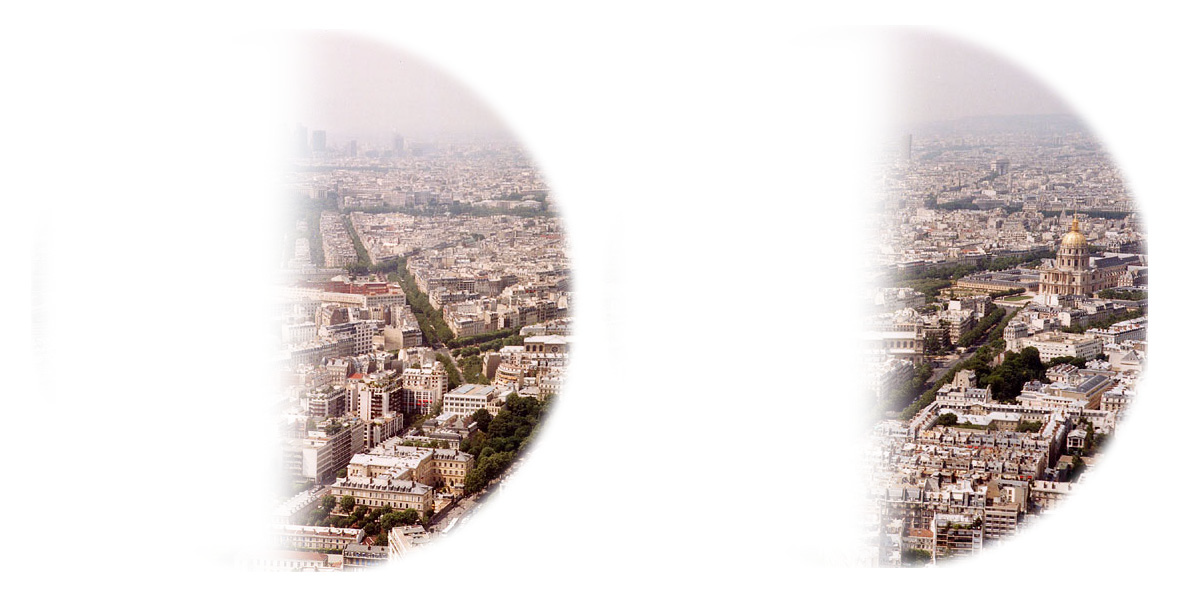
Homonyme Hemianopsie, nach links

- heteronyme (in der Regel bitemporale) Hemianopsie: Auf beiden Augen ist jeweils die Gegenseite von dem Ausfall betroffen (Patienten leiden beispielsweise an einem „Scheuklappenblick“). Diese tritt bei einer Schädigung in der Sehnervenkreuzung auf und ist dann in der Regel bitemporal, wenn etwas von der Mitte auf die beiden Nerven drückt. Eine beidseitige Kompression von außen kann zu einer binasalen Hemianopsie führen, ist aber sehr selten und bisher nicht symmetrisch, wie auf dem Bild dargestellt, beobachtet worden.[1][2]

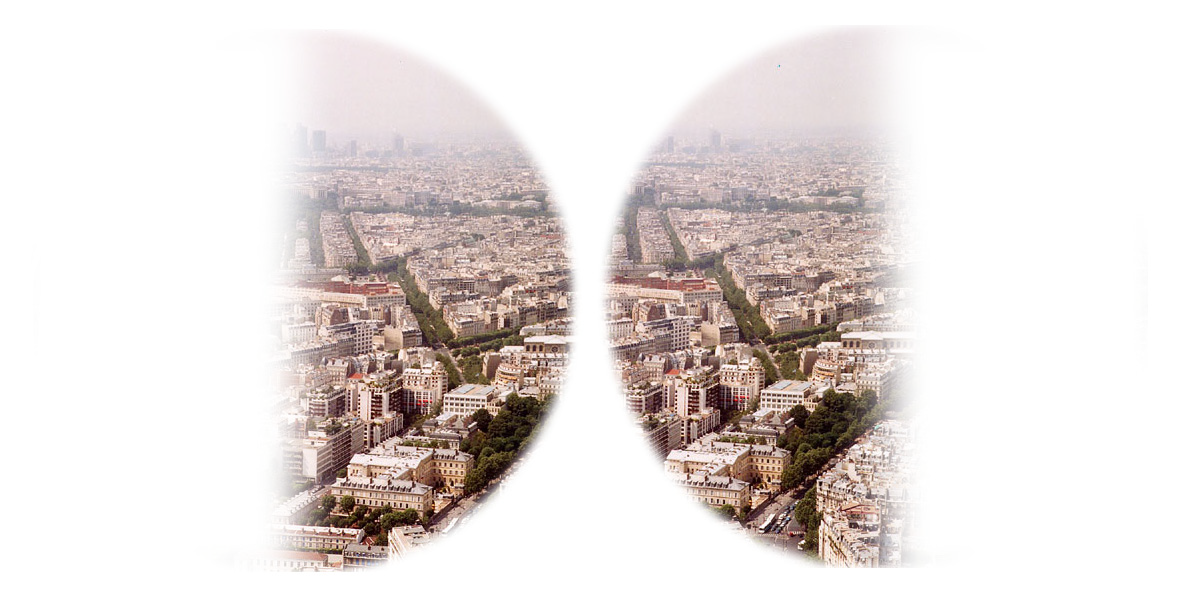
Heteronyme, bitemporale Hemianopsie

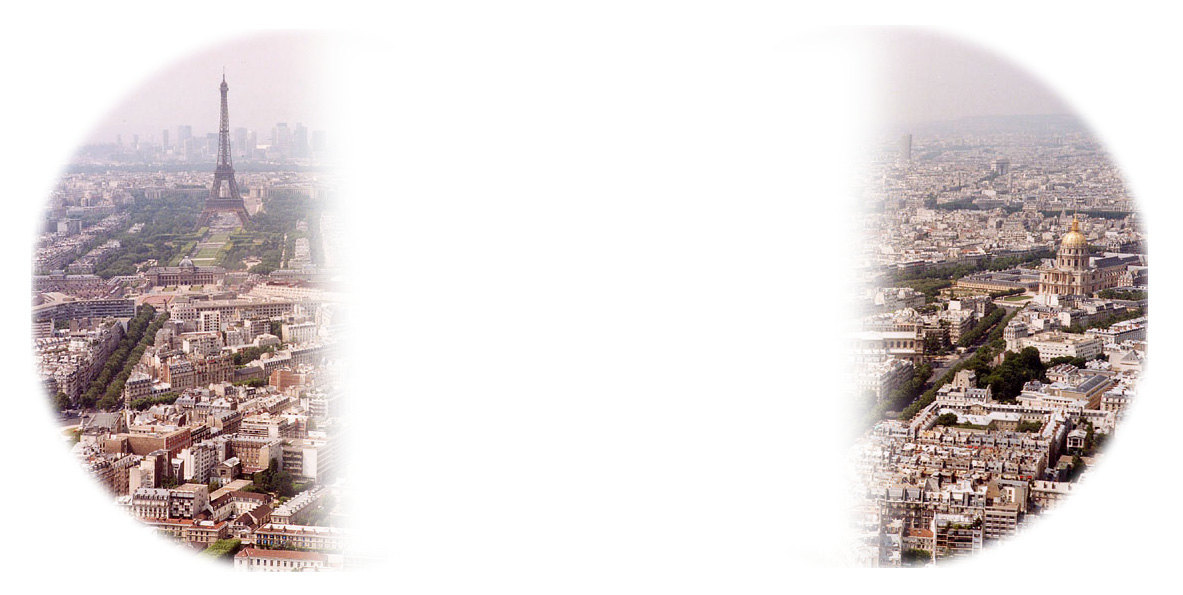
Heteronyme, binasale Hemianopsie

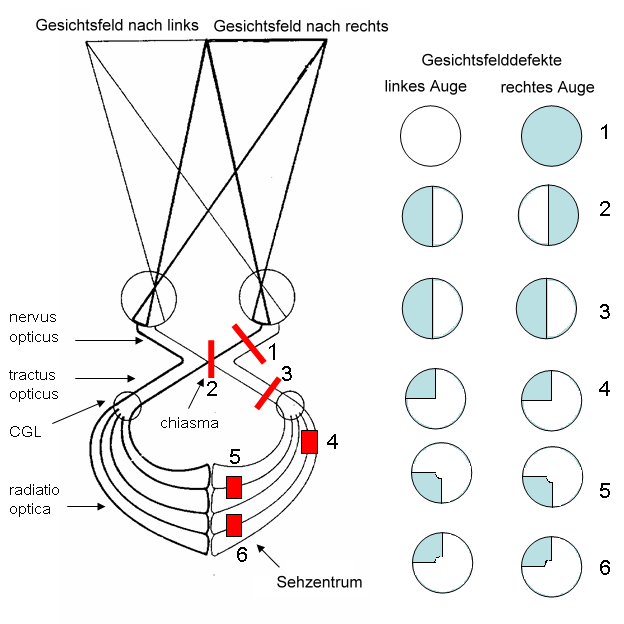
Lokalisation der Störung und daraus resultierender GF-Ausfall (hellblau)

Ursache ist eine Läsion im Verlauf der Sehbahn. Die Art der Hemianopsie erlaubt einen Rückschluss auf den Ort der Störung. Liegt diese kurz vor dem Chiasma opticum, kann der Gesichtsfeldausfall einseitig auftreten, ansonsten beidseits. Ihre Benennung erfolgt nach der Richtung des Gesichtsfeldverlustes. Ein temporaler (seitlicher) Gesichtsfelddefekt beispielsweise bedeutet also den Ausfall der nasalen (zur Nase gewandten) Retinahälften des Auges, weil die Lokalisation nasaler Netzhautareale nach temporal erfolgt und umgekehrt. Etwa 10 % der Hemianopsien betreffen lediglich obere oder untere Quadranten des Gesichtsfeldes. Zudem können Hemianopsien mit einer zentralen, macularen Aussparung einhergehen. Ihr Nachweis ist wegen der meist geringen Größe (etwa 1°) zwar schwierig, ihre Bedeutung für die Identifikation okzipitaler Ursachen jedoch erheblich.
Von der Hemianopsie abzugrenzen ist der visuelle Neglect, bei dem eine Störung der Aufmerksamkeitszuwendung zu einer Seite vorliegt. Betroffene Patienten erleiden diese Form des Neglects in der Regel aufgrund einer Schädigung des Gehirns der Gegenseite. Die Sehbahn muss von der Läsion nicht direkt betroffen sein.
Therapeutisch in Frage kommen das Kompensationstraining und das Restitutionstraining. Das Kompensationstraining beinhaltet das Sakkadentraining und das Explorationstraining. Diese beiden Methoden haben das Ziel, die Suchbewegungen in dem betroffenen Gesichtsfeld zu verbessern.
Das Restitutionstraining hat die teilweise Wiederherstellung der Sehfähigkeit in der betroffenen Region zum Ziel. Möglichkeiten für ein restoratives Training sind zum Beispiel computergestützte Programme unter Anleitung eines Therapeuten (Neuropsychologe/Ergotherapeut) oder Eigenübungen. Hierbei muss der Patient mit den Augen einen Punkt neben einem zur Verfügung stehenden Fernseher fixieren. Der Fernseher sollte sich genau an der visuellen Wahrnehmungsgrenze zum hemianopischen Areal befinden, sodass der Patient die Aufgabe erhalten kann, die Personen oder Ereignisse auf dem stumm geschalteten Fernsehbild zu deuten, ohne den Blick auf den Fernseher zu richten.